# Chasing Amy
Chasing Amy ist eine US-amerikanische Tragikomödie aus dem Jahr 1997 von Regisseur Kevin Smith. Der Film ist der dritte aus der Reihe der New-Jersey-Filme.

## Handlung
Die Comiczeichner Holden McNeil und Banky Edwards geben gemeinsam die Comicserie Bluntman and Chronic heraus. Auf einer Comic-Convention lernt Holden die Comiczeichnerin Alyssa kennen und verliebt sich kurze Zeit später in sie. Davon überzeugt, dass auch sie ihn mag, muss er schockiert feststellen, dass Alyssa lesbisch ist. Trotzdem will er eine Freundschaft mit ihr aufbauen. Banky erkennt, dass Holden weiterhin verliebt ist und sieht ihre gemeinsame Arbeit und Freundschaft in Gefahr. Als Holden ebenfalls seine Verliebtheit erkennt und deren Aussichtslosigkeit einsieht, offenbart er Alyssa, dass er diese Freundschaft nicht mehr erträgt und eigentlich mehr für sie empfindet. Daraufhin gibt sie ihren Gefühlen für Holden nach und die beiden werden ein Paar.
Als Holden jedoch mit Alyssas sexuell experimentierfreudiger Vergangenheit konfrontiert wird, fühlt er sich ihr nicht gewachsen und die Beziehung steuert auf einen Konflikt zwischen Holden, Alyssa und Banky zu, der Alyssa nun wegen der plötzlichen Änderung ihrer geschlechtlichen Neigung misstraut. Um diesen Konflikt zu lösen und mit beiden befreundet bleiben zu können, schlägt Holden einen Flotten Dreier zwischen den dreien vor. Damit hofft er, sich mit Alyssa gleichwertig zu fühlen, die in der Vergangenheit ähnliche Erfahrungen gemacht hat, und Banky die Chance zu geben, seine Zuneigung zu Holden sexuell auszuprägen, wobei aber auch noch eine Frau dabei ist. Außerdem würden sich Alyssa und Banky dann besser verstehen und sich miteinander anfreunden. Alyssa lehnt diesen Vorschlag jedoch ab, weil sie diese Etappe des Lebens bereits hinter sich hat und sich an diesem Experiment nicht beteiligen will. Daraufhin zerbricht die Beziehung.
Ein Jahr später sehen sich Holden und Alyssa auf einer Comic-Convention wieder und man erkennt, dass sie immer noch Gefühle füreinander hegen. Holden zeigt Alyssa ein Comic-Heft, das er in der Zwischenzeit gezeichnet hat und in dem er seine Erinnerungen an ihre Beziehung verarbeitet hat.

## Kritik
„Ein typischer Slacker-Film mit langen Einstellungen und überbordenden Dialogen, in denen es um Gott und die Welt, vor allem aber um sexuelle Fantasien geht. Die Radikalität und Ehrlichkeit der Dialoge und Diskussionen schockiert und fasziniert und verlangt vom Zuschauer ein gewisses Maß an Abgeklärtheit.“

## Auszeichnungen
- Joey Lauren Adams wurde im Jahr 1998 für den Golden Globe Award nominiert. Sie gewann 1998 den Las Vegas Film Critics Society Award.
- Kevin Smith und Jason Lee gewannen 1998 den Independent Spirit Award. Scott Mosier wurde für den gleichen Preis nominiert.
- Joey Lauren Adams wurde 1998 für den MTV Movie Award als beste Darstellerin und zusammen mit Carmen Llywelyn für den Besten Kuss  nominiert.

## Synchronisation
Der Film wurde bei der Hermes Synchron vertont. Andreas Pollak schrieb das Dialogbuch und führte die Dialogregie.
| Rolle         | Schauspieler      | Synchronsprecher    |
| ------------- | ----------------- | ------------------- |
| Holden McNeil | Ben Affleck       | Nicolas Böll        |
| Banky Edwards | Jason Lee         | Roman Kretschmer    |
| Alyssa Jones  | Joey Lauren Adams | Dorette Hugo        |
| Sammler       | Scott Mosier      | Matthias Klages     |
| Hooper X      | Dwight Ewell      | Charles Rettinghaus |
| Jim Hicks     | Brian O’Halloran  |                     |
| Shawn Oran    | Matt Damon        | Albert Obitz        |
| Jay           | Jason Mewes       | Simon Jäger         |
| Silent Bob    | Kevin Smith       | Johannes Berenz     |
| Fan           | Ethan Suplee      | Gerald Schaale      |

## Hintergrund
- Chasing Amy ist der dritte Film aus der New-Jersey-Filmreihe um die Helden Jay und Silent Bob, die der Feder von Regisseur Kevin Smith entstammen, der auch die Figur Silent Bob verkörpert.
- Die Comic-Szene als Hintergrund für den Film steht in Verbindung mit der zur Filmreihe gehörenden Comic-Reihe. Die einzelnen Comics verknüpfen die Filme von Clerks bis Dogma und erschienen später unter dem Titel Chasing Dogma.
- Holden und Banky sind Figuren aus J. D. Salingers Der Fänger im Roggen.
- Für diesen Film standen zwei echte Pärchen vor der Kamera: zum einen Kevin Smith und Joey Lauren Adams sowie zweitens Jason und Carmen Lee, die Alyssas Liebhaberin Kim spielt. Smith kam die Idee zum Drehbuch während seines Zusammenlebens mit Adams.
- Im Abspann ist zu lesen: „Jay and Silent Bob will return in Dogma (we promise)“.
- Chasing Amy und Jay und Silent Bob schlagen zurück sind die einzigen Filme aus Smiths New-Jersey-Filmreihe, in denen die Filmfigur Silent Bob einen längeren Monolog hält.

## Einzelbelege
1. ↑   Freigabebescheinigung für Chasing Amy. Freiwillige Selbstkontrolle der Filmwirtschaft, März 2012 (PDF; Prüfnummer: 77 733 V).
2. ↑  Chasing Amy. In: Lexikon des internationalen Films. Filmdienst, abgerufen am 10. Februar 2021.
3. ↑  Chasing Amy. In: Deutsche Synchronkartei. Abgerufen am 3. April 2018.